# Anne de Bretagne

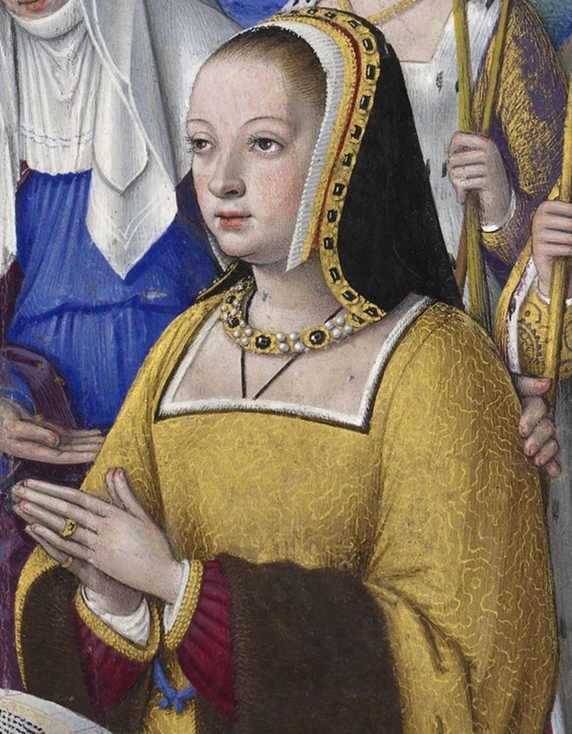
Anne de Bretagne, Ausschnitt aus einem Gemälde von Jean Bourdichon

Anne de Bretagne, auch Anne/Anna von (der) Bretagne (bretonisch Anna Breizh; * 25. Januar 1477 in Nantes; † 9. Januar 1514 in Blois) war von 1488 bis zu ihrem Tod Herzogin der Bretagne. Sie war nacheinander dreimal verheiratet und durch ihre Ehe mit dem späteren Kaiser Maximilian kurzzeitig auch Erzherzogin von Österreich (1490–1491) sowie durch ihre Heirat mit Karl VIII. und Ludwig XII. 23 Jahre lang Königin von Frankreich (1491–1498 und 1499–1514). Während der Italienischen Kriege war Anne zudem von 1501 bis 1504 Königin von Neapel und von 1499 bis 1512 Herzogin von Mailand.
Als Erbtochter des Herzogs Franz II. der Bretagne wuchs Anne in Nantes auf und erhielt als Vorbereitung auf die Herrschaft eine herausragende Erziehung. Sie erlebte als Jugendliche die kriegerischen Auseinandersetzungen zwischen dem französischen Königtum und ihrem nach dem Erhalt der Unabhängigkeit der Bretagne strebenden Vater. Nach seinem Tod im Jahr 1488 setzte sie als Herzogin der Bretagne den Kampf um die Selbstständigkeit ihres Reichs fort und schloss im Dezember 1490 mit dem deutschen König Maximilian eine Trauung per Stellvertreter. Doch wegen Ausbleibens der Militärhilfe des Habsburgers gelang französischen Truppen ein rascher Vorstoß in die Bretagne. Um ihrem Herzogtum ein gewisses Maß an Eigenständigkeit zu erhalten, stimmte Anne im Dezember 1491 ihrer Verheiratung mit dem französischen König, Karl VIII., zu. Ihre Kinder aus dieser Ehe starben alle vor dem König. Nach dem Tod Karls VIII. (1498) heiratete sie im Januar 1499 dessen Nachfolger Ludwig XII. und erreichte im Ehevertrag ihre Respektierung als souveräne Herrscherin der Bretagne. Am Hof wurde sie Mäzenin von Schriftstellern und Künstlern sowie Mittelpunkt eines Kreises von Hofdamen. Annes älteste Tochter aus der Ehe mit Ludwig XII., Claude de France, heiratete 1514 François, den Herzog von Angoulême, der Ludwig nach dessen Tod im Januar 1515 als König Franz I. auf den französischen Thron folgte. So ehelichten nacheinander drei französische Könige Töchter aus dem Haus Bretagne, was schließlich doch zur Eingliederung des Herzogtums in die französischen Kronlande führte.

## Leben

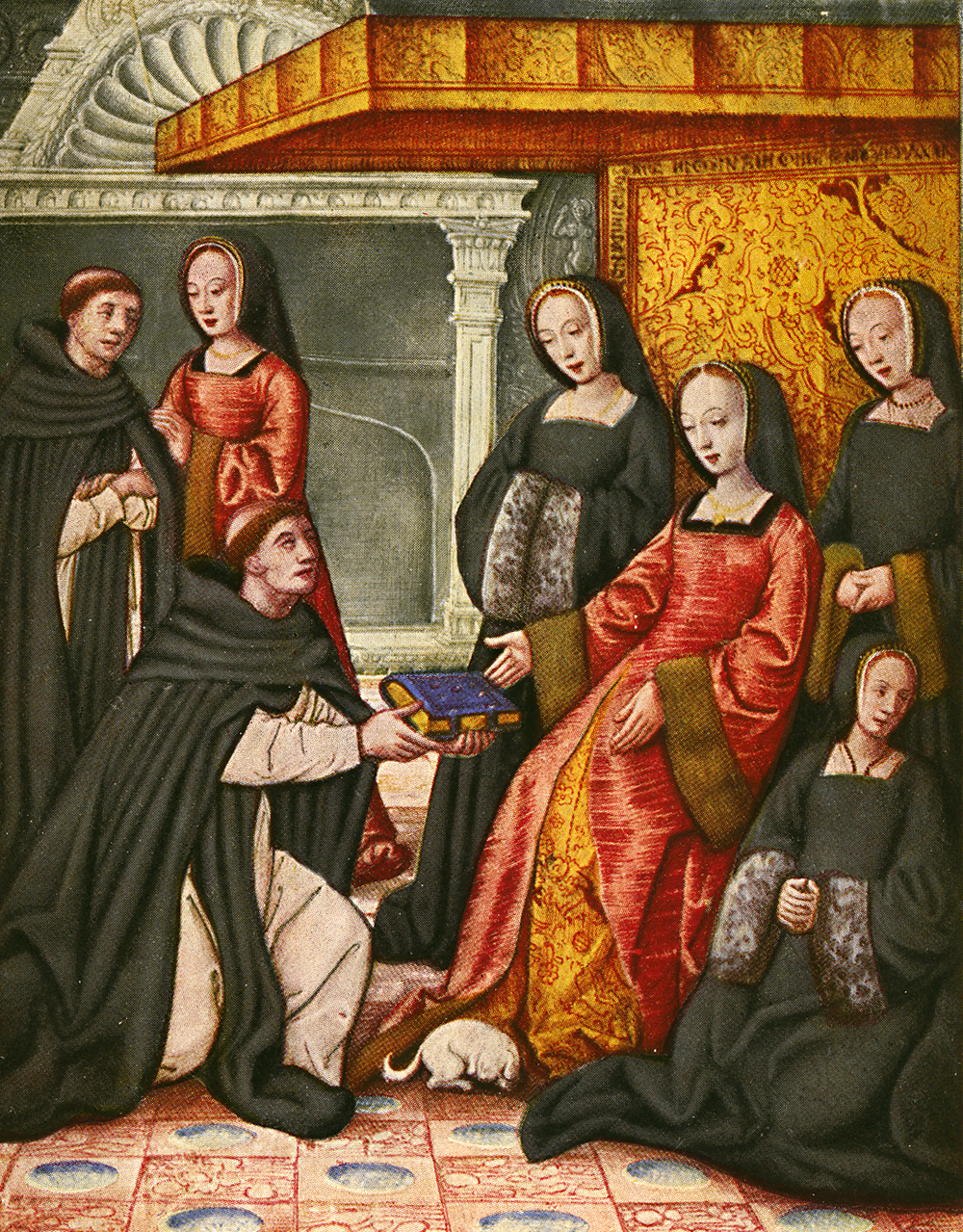
Anne erhält von Antoine Dufour ein Buch. Miniatur, die dem Maler Jean Bourdichon zugeschrieben wird, entstanden um 1508. „Musée Dobrée“, Nantes.

### Kindheit
Anne war die älteste Tochter von Herzog Franz II. der Bretagne (1435–1488) und seiner zweiten Gemahlin, Margarete von Foix, Infantin von Navarra (um 1449–1486). Ihre jüngere Schwester Isabeau starb schon 1490 in jugendlichem Alter. Ihr Vater hatte auch mehrere Kinder von einer Mätresse, Antoinette de Maignelais, mit denen Anne vermutlich gemeinsam aufwuchs.
Da Franz II. keine legitimen Söhne hinterließ, wurde Anne als seine Erbtochter nach den Konventionen der Prinzenerziehung auf die Übernahme der Herrschaft vorbereitet. Dem Herzog ging es dabei vor allem um den Erhalt der Unabhängigkeit von Frankreich. Zwar war Franz II. selbst ein Kapetinger aus der Nebenlinie des Hauses Frankreich-Dreux, doch gingen die durch Heirat erworbenen dynastischen Ansprüche dieser Linie auf den frühmittelalterlichen bretonischen Grafen Nominoë zurück und waren seither unabhängig von der französischen Krone.
Annes Erziehung wurde in die Obhut von Françoise de Dinan gegeben, die einer der ältesten und vornehmsten Familien der Bretagne entstammte, dem Haus Dinan-Rohan. Unter ihrer Aufsicht wurde Anne in mehreren Sprachen, u. a. Französisch, Bretonisch und Latein, unterrichtet. Daneben erhielt sie Lektionen in Tanz, Musik, Literatur, Malerei, Stickerei, Geschichte, Gesetzgebung und Geographie.
Gemäß dem vor dem Bretonischen Erbfolgekrieg geltenden Erbfolgerecht hatten zwar adlige Frauen im Fall des Aussterbens der männlichen Linie Thronfolgerinnen werden können, doch war später festgelegt worden, dass im Fall des Fehlens eines männlichen Erben aus dem Haus Montfort (dessen letzter Vertreter Franz II. war) die Erben der Gräfin Johanna von Penthièvre zum Zuge kommen sollten. Diese Erbin war die Gräfin Nicole von Penthièvre, die 1480 ihre Thronfolgerechte gegen die Zahlung von 50.000 Livres an den französischen König Ludwig XI. verkaufte.
Um die Thronfolge Annes in der Bretagne gegen die Ansprüche Ludwigs XI. zu sichern, schmiedete Franz II. für seine Tochter früh Heiratspläne. Durch die hiermit in Aussicht gestellte Eheverbindung samt Anspruch auf die Bretagne versuchte er, Verbündete gegen Frankreich zu gewinnen. Dabei führte er mit verschiedenen französischen und ausländischen Fürsten Heiratsverhandlungen. 1480 wurde Anne offiziell dem englischen Thronfolger Eduard V., dem ältesten Sohn König Eduards IV., als Braut versprochen. Kurz nach dem Tod Eduards IV. (9. April 1483) wurde Eduard V. jedoch von dem Regenten Englands, dem späteren König Richard III., gemeinsam mit seinem Bruder im Tower festgesetzt. Es gab keine Zeugen, die die beiden Knaben nach 1483 noch wiedersahen, sodass davon ausgegangen wird, dass sie in diesem Jahr starben.

### Begehrte Heiratskandidatin in derGuerre folle
Als der französische König Ludwig XI. am 30. August 1483 starb, verfolgte dessen Tochter Anne de Beaujeu, die als Regentin für ihren minderjährigen Bruder, König Karl VIII., fungierte, die Pläne zur Annexion der Bretagne weiter. Mehrere gegen Franz II. und vor allem gegen dessen einflussreichen Günstling Pierre Landais revoltierende bretonische Adlige – darunter der Marschall Jean IV. de Rieux und der Jean IV. de Chalon-Arlay, Fürst von Orange und Cousin von Herzog Franz II.) – mussten sich nach Frankreich zurückziehen und unterzeichneten mit Anne de Beaujeu am 22. und 28. Oktober 1484 den Vertrag von Montargis. Darin erkannten sie König Karl VIII. als Nachfolger von Franz II. an, falls dieser ohne männlichen Erben starb.
Andererseits wurde der Hof des Herzogs der Bretagne erneut zum Sammelplatz unzufriedener französischer Adeliger, die ihre Feudalrechte vor einer erstarkenden königlichen Zentralgewalt zu retten suchten. Vor allem Ludwig, Herzog von Orléans (der spätere französische König Ludwig XII.) akzeptierte die Regentschaft von Anne de Beaujeu und deren Gatten nicht. Er war von Ludwig XI. zwangsweise mit dessen missgestalteter Tochter Jeanne verheiratet worden und hatte nach dem Tod des Königs noch im August 1483 Geheimverhandlungen mit dem bretonischen Herzog aufgenommen, um nach der angestrebten Annullierung seiner Ehe Anne de Bretagne heiraten zu können. Diesem Heiratsprojekt stand Herzog Franz II. wohlwollend gegenüber. Ludwig von Orléans konnte die Heirat mit Anne aber erst nach seiner Thronbesteigung 1498  verwirklichen. Da er seine politischen Ziele gegen die Regentschaft der Beaujeu nicht durchzusetzen vermochte, stiftete er 1485 mit anderen adligen Opponenten wie dem Grafen von Dunois, dem bretonischen Herzog und Alain d’Albret eine zur Guerre folle (einem „verrückten Krieg“) ausartende Revolte an.
Trotz des Vertrages von Montargis blieb ein Teil des bretonischen Adels Herzog Franz II. treu ergeben. Dieser berief im Februar 1486 eine Versammlung des Adels und der Stände in Rennes ein und ließ sie Anne und deren Schwester Isabeau mangels männlicher Thronerben als seine Nachfolgerinnen anerkennen und ihnen die Treue schwören. Im Gegenzug versprach der Herzog, seine Töchter nur mit Zustimmung der Stände zu verheiraten. Nach dem Tod des Ministers Landois (Juli 1485) hatten sich auch der Marschall de Rieux, der Prinz von Orange und andere unzufriedene bretonische Adlige wieder mit Franz II. versöhnt.
Der Herzog von Orléans hatte unter seinen Mitstreitern gegen die königliche Zentralgewalt Mitbewerber um die Hand Annes. Auch sie wollten durch eine Heirat mit der Erbtochter Franz’ II. in den Besitz der Bretagne gelangen. Der Prinz von Orange schlug den ebenfalls der Allianz gegen den französischen König angehörenden Erzherzog Maximilian (der spätere römisch-deutsche Kaiser Maximilian I.) als Ehemann für Anne vor. Der Graf von Comminges unterstützte Alain d’Albret als Heiratskandidaten. D’Albret war jedoch schon über 40 Jahre alt. Der Marschall de Rieux empfahl François de Rohan, den ältesten Sohn von Vicomte Jean II. de Rohan, als Bräutigam für Anne. Herzog Franz II. lehnte indessen das letztgenannte Heiratsangebot ab.
Bevor eine Entscheidung über Annes Verheiratung erfolgte, führte die von Franz II. den aufständischen französischen Adligen gewährte Hilfe zum Einfall königstreuer französischer Truppen in sein Herzogtum. Durch die entscheidende Niederlage der Bretonen und ihrer Verbündeten in der Schlacht bei Saint-Aubin-du-Cormier (28. Juli 1488), nach der der Herzog von Orléans und der Prinz von Orange in Gefangenschaft gerieten, musste Franz am 19. August 1488 den Vertrag von Sablé unterschreiben. Darin sagte er sich von aller Verbindung mit den Feinden der französischen Krone los und gelobte, seine Töchter nicht ohne Einwilligung des französischen Königs zu vermählen. Kurz darauf, am 9. September 1488, starb Franz II.

### Erhebung zur Herzogin der Bretagne
Mit zwölf Jahren wurde Anne Herzogin der Bretagne. Die Regentschaft für die minderjährige Herzogin übernahmen Marschall de Rieux und Alain d’Albret, ein Halbbruder von Franz II. Zu Annes Beraterstab zählten auch die Grafen von Dunois und Comminges sowie der Kanzler Montauban. Ihre Gouvernante blieb Madame de Dinan-Laval. Alain d’Albret erneuerte seine Versuche, die Hand der jungen Herzogin zu erhalten, und wurde dabei von Annes Erzieherin und dem Marschall de Rieux unterstützt. Er konnte ein ihm vom verstorbenen Herzog gegebenes schriftliches Heiratsversprechen vorweisen und wandte sich an den Papst zum Erhalt der nötigen Dispens. Anne lehnte dieses Eheprojekt ab und erhob laut einer Urkunde vom Dezember 1488 formell dagegen Einspruch. Wütend zogen sich Rieux und Albret nach Nantes zurück.
Die französische Regentin hatte inzwischen Boten zu Anne entsandt, um ihr die offizielle Annahme des Titels einer Herzogin zu untersagen, solange die zu diesem Zweck ernannte Kommissare keine Entscheidung getroffen hätten. Anne protestierte, und im Januar 1489 kam es zu erneuten Gefechten zwischen bretonischen und französischen Heeren. Rieux und Albret verwehrten Anne den Einlass in Nantes, als sie dort Zuflucht suchte. So wich sie nach Rennes aus und wurde am 10. Februar 1489 in der dortigen Kathedrale zur Herzogin der Bretagne gekrönt. Sie erneuerte die Verträge ihres Vaters mit England, Kastilien und dem inzwischen zum römisch-deutschen König aufgestiegenen Erzherzog Maximilian und erhielt von ihnen einige militärische Unterstützung. Am 22. Juli 1489 schlossen König Karl VIII. und Maximilian den Vertrag von Frankfurt, in dem beide Herrscher Anne als legitime Herrscherin der Bretagne anerkannten. Auch sollten die französischen Truppen aus der Bretagne abziehen, wenn Annes englische und kastilische Hilfstruppen heimkehrten. Etwa zur gleichen Zeit söhnte sich der Marschall von Rieux mit Anne aus.

### Ferntrauung mit Maximilian I.

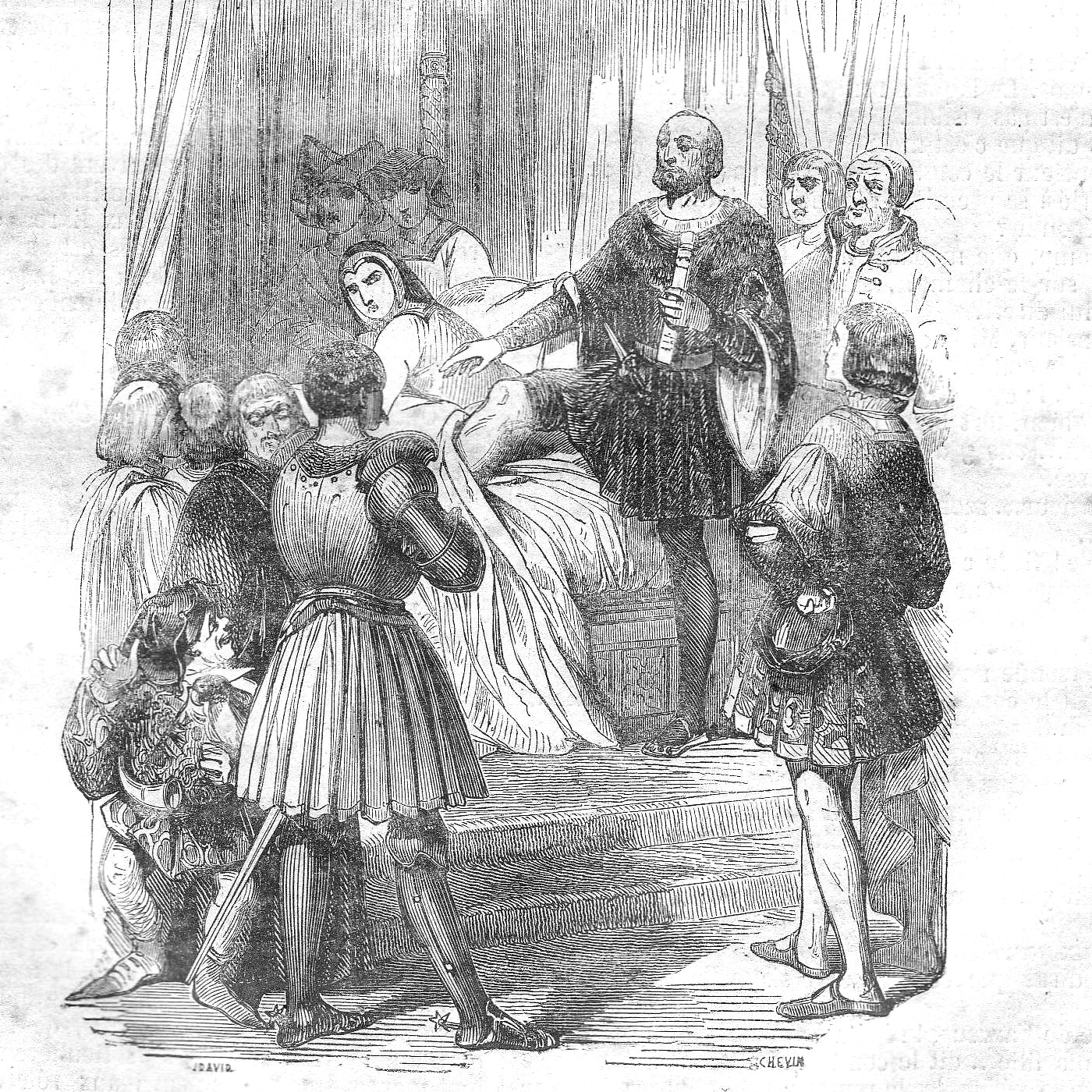
Der Stellvertreter Polheim bestieg in voller Rüstung das Hochzeitsbett, um mit seinem entblößten Knie Anne zu berühren.
(Illustration aus La Lecture Journal des Romans N°83, 1857)

Im Frühjahr 1490 unternahm Anne eine zweimonatige Rundreise durch die Bretagne, um mit ihrem Volk Fühlung aufzunehmen. Zur Besänftigung der unzufriedenen Untertanen berief sie im Juli 1490 die Stände ihres Herzogtums ein und bewilligte u. a. dem Marschall de Rieux eine Zahlung von 100.000 Talern sowie eine jährliche Pension von 12.000 Livres und ihrer Gouvernante Madame de Dinan-Laval eine Zahlung von 100.000 Talern.
Am 19. Dezember 1490 schloss der römisch-deutsche König Maximilian I. mit der knapp 14-jährigen Herzogin die Ehe per procurationem. Die Trauung fand in der Kathedrale von Rennes statt. Stellvertretend für Maximilian stand Wolfgang Freiherr von Polheim an der Seite der Braut. Da entgegen dem Vertrag von Sablé die Einwilligung des französischen Königs zur Heirat Annes nicht eingeholt worden war, protestierte Karl VIII. offiziell gegen die Vermählung. Seine Regentschaftsregierung duldete die dauerhafte Verbindung der Bretagne mit Maximilian und dem Heiligen Römischen Reich nicht, da Frankreichs dadurch von  Westen und Osten bedroht gewesen war. Französische Truppen marschierten in die Bretagne ein, und Alain d’Albret überließ ihnen aus Ärger über Annes Heirat mit Maximilian im März 1491 die Feste Nantes. Da Maximilian seiner Braut aus Finanznot keine größeren Hilfstruppen schicken konnte, waren die Bretonen auf sich allein gestellt. Die französische Armee rückte rasch vor und belagerte den bretonischen Hof und die Herzogin in Rennes. Unterdessen drohten die schlecht bezahlten englischen und deutschen Söldner abzuziehen. Da Maximilians Hilfe ausblieb und seine Ehe mit Anne nicht vollzogen worden war, fanden ab Oktober 1491 Geheimverhandlungen zwischen Franzosen und Bretonen zur Beilegung des Konflikts statt.

### Heirat mit Karl VIII.
König Karl VIII. hatte sich selbst in die Bretagne begeben und betrieb, obwohl er symbolisch mit Margarete, einer Tochter Maximilians, vermählt war, seine Heirat mit Anne, wofür seine und Annes bisherige Ehe annulliert werden mussten. Er ließ u. a. den mittlerweile freigelassenen Herzog von Orléans für sich als Brautwerber auftreten. Obgleich Anne einer Heirat mit dem französischen König abgeneigt war, kam es schließlich zu einem Treffen der beiden Herrscher. Am 15. November 1491 wurde ein Friedensvertrag unterzeichnet, in dem das Eheprojekt jedoch nicht erwähnt war. Am 19. November verlobte sich Anne heimlich in der Kathedrale von Rennes mit Karl VIII. Bei dieser Zeremonie waren u. a. Anne de Beaujeu und Ludwig von Orléans anwesend. Am 23. November, kurz vor der Abreise Annes und ihres Hofstaats zur Hochzeit mit Karl in Langeais, übergab man Polheim ein Schreiben, das Maximilian darüber informierte, dass Anne am 6. Dezember 1491 den französischen König heiraten werde und ihn zur Hochzeit einlade.

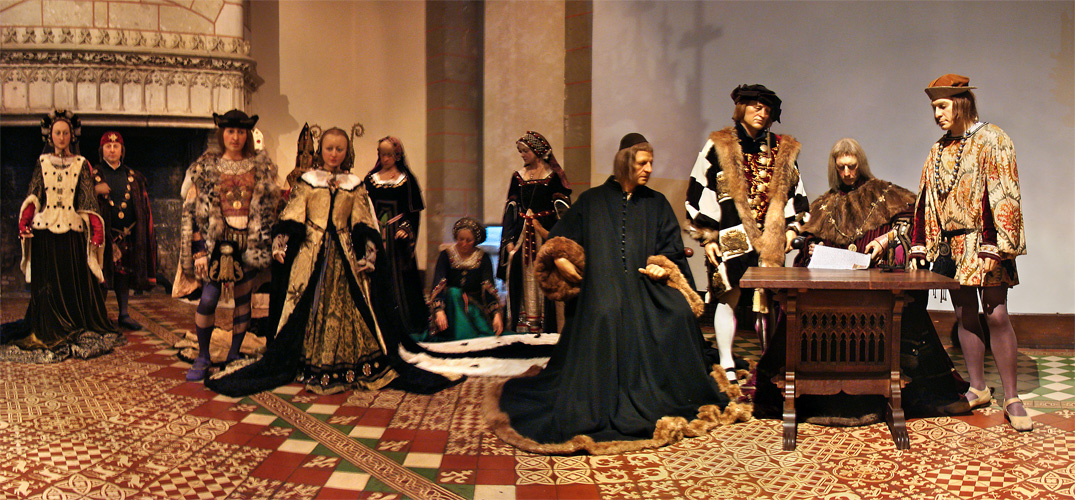
Heirat mit Karl VIII. von Frankreich im Schloss Langeais am 6. Dezember 1491

So war Maximilian doppelt düpiert, da Karl VIII. sein Schwiegersohn war und dieser nun Maximilians Tochter Margarete verstieß, um dessen Gattin Anne de Bretagne zu heiraten. Er legte mittels von herausragenden Juristen verfassten Dokumenten Protest ein. Französische Juristen konterten mit der von ihnen behaupteten Ungültigkeit von Maximilians Ehe mit Anne und von Karls Ehe mit Margarete. Der französische Hof musste sich mit der Ausrichtung der Hochzeit beeilen, um einer möglichen weiteren Intervention Maximilians zuvorzukommen. Langeais wurde wohl wegen seiner starken Befestigung und seiner Nähe zur Bretagne zum Ort der Trauung ausgewählt. Obwohl noch keine päpstliche Dispens vorlag, fand Annes Hochzeit mit Karl VIII. am 6. Dezember 1491 im dortigen Schloss statt. Die Zeremonie wurde von den Bischöfen von Albi und Angers geleitet. Die Beaujeu hatten aus Sicherheitsgründen den Ausschluss der Öffentlichkeit angeordnet; nur geladene Gäste durften teilnehmen. Anne trat dabei in einem kostspieligen mit Zobelpelzen gefütterten Kleid aus Goldbrokat vor den Altar.
Mit dieser Hochzeit wurde Anne Königin von Frankreich, behielt aber auch ihren Titel einer Herzogin der Bretagne. Erbschaftsklauseln des auf Latein und Französisch abgefassten Ehevertrags verhinderten eine sofortige Integration der Bretagne in die französische Krondomäne. Sollte Karl VIII. vor Anne sterben, fiele die Bretagne an Anne zurück, im umgekehrten Fall fiele sie an ihren königlichen Gemahl. Laut dem Ehevertrag durfte Anne während ihrer Ehe mit Karl VIII. nicht selbstständig die Regierungsgeschäfte in der Bretagne führen, deren Verwaltung der französischen Krone oblag. Eine weitere Klausel verpflichtete Anne, im Fall ihrer Witwenschaft nur den nachfolgenden französischen König oder dessen nächsten Thronerben zu heiraten. Der erbrechtliche Heimfall der Bretagne an Frankreich trat etwa 50 Jahre danach ein. Papst Innozenz VIII. war bereit, durch eine am 15. Februar 1592 ausgestellte und auf den 5. Dezember 1591 rückdatierte Bulle die Annullierung von Annes Ferntrauung mit Maximilian auszusprechen und die wegen zu naher Blutsverwandtschaft der Eheleute nötige Dispens für Annes Heirat mit Karl VIII. zu erteilen.
Nach der Heirat vergnügte sich das Königspaar drei Wochen im Schloss Plessis-lès-Tours. Obwohl nur wenige französische Königinnen im 15. Jahrhundert gekrönt worden waren, wurde diese Zeremonie am 8. Februar 1492 in der Kathedrale von St. Denis für Anne abgehalten. Sie diente auch als Demonstration der Rechtlichkeit ihrer Ehe, die Maximilian in Abrede gestellt hatte. Anne de Beaujeu und andere Aristokratinnen waren die Schleppenträgerinnen der jungen Königin, die in einem schlichten weißen Damastkleid erschien. André d’Espinay, der Erzbischof von Bordeaux, vollzog das Krönungsritual, wobei Anne auch gesalbt wurde. Kurz danach zog sie unter dem Jubel des Volkes feierlich in Paris ein. Dort traf Anne auf Margarete von Österreich, die verstoßene Kindsbraut ihres neuen Mannes. Trotz ihres Rivalitätsverhältnisses freundete sich Anne mit Margarete an. Karl VIII. fiel die Trennung von Margarete trotz seiner Heirat mit Anne schwer. Erst am 13. Juni 1493 reiste Margarete vom französischen Hof ab, wobei Anne ihr eine komplette Ausstattung samt Schmuck schenkte.
Unterdessen brachte Maximilian ein gegen Frankreich gerichtetes Bündnis mit den Katholische Königen, Isabella von Kastilien und Ferdinand von Aragón, sowie mit dem englischen König, Heinrich VII., zustande. Doch ehe die feindliche Koalition größere Aktivitäten entfalten konnte, gelang es Karl VIII. bis Mai 1493, mit allen drei Gegnern Friedensschlüsse zu vereinbaren. Diese brauchte er, um bei seiner späteren Abwesenheit auf dem von ihm geplanten Italienzug keinen Angriff auf Frankreich befürchten zu müssen. In der Bretagne kam es unter Führung des Vicomte Jean II. de Rohan zu einer Verschwörung unzufriedener Adliger, die früher gegen Anne opponiert hatten und denen Karl VIII. auf Wunsch seiner Gattin die Ämter entzogen hatte. Auch diesen Konflikt legte der König diplomatisch bei.

### Hofleben

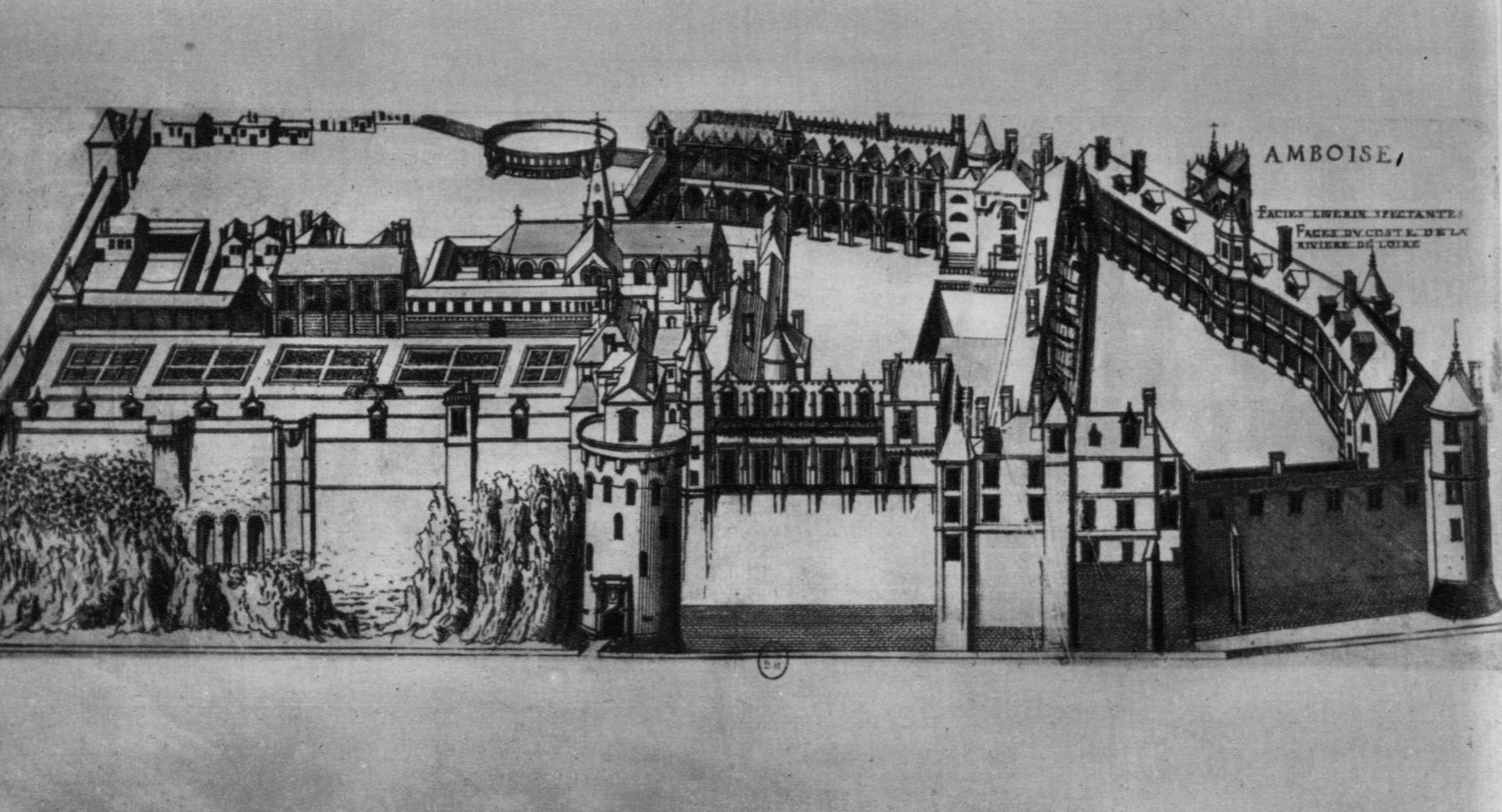
Schloss Amboise

Seit 1492 residierten Anne und ihr Gemahl meist auf Schloss Amboise, dessen großzügigen Umbau sie anordneten. So ließ Karl einen neuen Gebäudeflügel, das Logis du Roi, anbauen. Die Böden der Prunk- und Wohnräume ließ das Königspaar mit mehr als 150 türkischen Teppichen bespannen. Die Zahl der Hofämter war schon durch Anne de Beaujeu deutlich erhöht worden. Der König spielte gern Jeu de Paume und ließ dafür in Amboise geeignete Anlagen einrichten. Im Schloss wurden u. a. Vögel in Volieren und Windhunde gehalten. Im Louvre in Paris richtete Anne Feste und Empfänge aus, die auch von Dichtern und Gelehrten, darunter zahlreichen Bretonen, besucht wurden.
Außer sonntags trug Anne meist eine aus schwarzem Samt gefertigte schlichte Robe. Diese zierte ein doppelt um die Taille geschlungene Goldschnur, die Franziskanerkordel, die ein Hauptbestandteil ihres Wappens war. Anne war dem Franziskanerorden zugetan, missbilligte klerikale Prunksucht und gründete 1498 den Orden der Damen vom Strick (französisch Ordre de la Cordelière). Ihrer rigiden Moral entsprechend trug sie ihr Dekolleté hochgeschlossen. Sie stellte am französischen Hof die Cape bretonne vor, ein über einer engen Haube getragenes dunkles Tuch, dessen Vorderkante mit einer Borte verziert war. Bei Hoffesten trug sie pelzgefütterte, mit Edelsteinen besetzte Gewänder. Sie beschäftigte dafür eigene Kürschner und Juweliere.
Zum Reinigung dienten dem König und der Königin u. a. ein tägliches Bad und das Mitführen von Waschbecken und Zubern auf Reisen. Zur Vermeidung von Zugluft waren alle Fenster des Schlosses verglast. In den Appartements des Königspaars durften sich Gäste im Beisein von Karl VIII. und Anne nicht setzen, weshalb allein für das Königspaar Sessel aufgestellt waren. In Annes Appartement saßen oder standen ihre Hofdamen auf dem meist blütenbestreuten Fußboden. Großer Wert wurde auf umfangreiche Sicherheitsmaßnahmen für das Königspaar gelegt. Mit ihrem Gemahl teilte Anne das Interesse an Architektur und bildender Kunst. Die Hofgesellschaft war überdurchschnittlich jung, die früher starre Etikette wich einem ungezwungeneren Verhalten, in das Anne allerdings eine gewisse Förmlichkeit brachte. Unter den häufigen Vergnügungen bei Hof war die Veranstaltung von Turnieren wegen deren Kostspieligkeit und Verletzungsgefahr nur bei ausgewählten Anlässen vorgesehen.

### Eheleben mit Karl VIII., Nachkommen, Italienkrieg und Tod des Königs
Obwohl Anne der Gemahl aufgezwungen worden war und sie mehrere seiner politischen Ziele nicht billigte und sich nicht mit dem Verlust der Selbstständigkeit der Bretagne abfinden wollte, entwickelte sie aufrichtige Zuneigung zu ihm. Die häufigen Ausschweifungen Karls mit Dienerinnen suchte sie nach Möglichkeit zu unterbinden. Laut einem vom September 1492 stammenden Brief des venezianischen Botschafters Contarini an den Dogen verstand es die junge Königin, ihren Gatten dazu zu bringen, dass er seit ihrer Hochzeit fast jede Nacht mit ihr verbrachte. Sie vertrug sich nicht mit der ehemaligen Regentin Anne de Beaujeu, die sich ins Bourbonnais zurückzog. Ihr Verhältnis zum Herzog von Orléans, der später als König Ludwig XII. ihr zweiter Ehemann werden sollte, wird in der Zeit der Regierung Karls VIII. als einvernehmlich beschrieben.
Mit der Geburt ihres ersten Kindes, des Dauphins von Frankreich, am 10. Oktober 1492 festigte Anne ihre Stellung als Königin. Aus Gründen der Verehrung für Karl den Großen wollte Karl VIII. seinen Erstgeborenen nach dem Paladin von Karl dem Großen Roland (Orland) taufen. Diese Namenswahl war umstritten, da kein französischer König je so geheißen hatte. Karl VIII. stimmte dem Kompromiss zu, dem Thronfolger auch den traditionsgemäßen Königsnamen Karl zu geben und ihn Karl-Orland zu nennen.
Anfang 1494 bereitete Karl VIII. seinen umstrittenen Italienzug vor, auf dem er das Königreich Neapel erobern wollte. Anne de Bretagne, seine Schwester Anne de Beaujeu und zahlreiche seiner Berater versuchten ihn vergeblich zum Verzicht auf diese riskante Militärexpedition zu bewegen. Doch war Anne kein Mitglied des königlichen Rats und ihr Gatte gestattete ihr keine Mitsprache bei der Regierung. So bestand sie darauf, ihren Gemahl zu begleiten, und brach mit ihm im Februar 1494 nach Lyon auf, wo ihr ein großartiger Empfang bereitet wurde. Karl VIII. ließ sich viel Zeit für die Ausführung seines Italienzugs, feierte zuvor noch ausgiebig Feste und frönte den Frauen (trotz der Gegenwart seiner Gattin) und der Jagd.
Nach der Totgeburt eines Sohns François im August 1493 wurde Anne zum dritten Mal schwanger und blieb daher in Grenoble zurück, als sich der König Ende August 1494 auf den Weg über die Alpen nach Italien machte und seinem Schwager Pierre de Beaujeu die Regierung übertrug. Er konnte zwar im Februar 1495 fast kampflos das Königreich Neapel besetzen, doch ging es kurz nach seinem Abzug wieder verloren. Im November 1495 gelangte er nach Lyon zurück.
Aus Italien brachte Karl VIII. zahlreiche Kunstschätze als Beute mit, und ihm folgten italienische Künstler und Gelehrte. Anne hatte während seiner Abwesenheit im März 1495 erneut eine Fehlgeburt erlitten, und im Herbst 1495 wurde in Amboise das Vordringen einer Blattern- oder Masernepidemie bekannt. Dennoch wurde entschieden, dass der dreijährige Thronfolger Karl-Orland in Amboise verblieb, und es wurden Sicherheitsvorkehrungen gegen die Seuche getroffen. Anne und ihr Gatte erfuhren von den Vorgängen an ihrem Aufenthaltsort in Lyon. Trotz aller Vorsichtsmaßnahmen starb der Dauphin am 16. Dezember 1495 in Schloss Amboise.

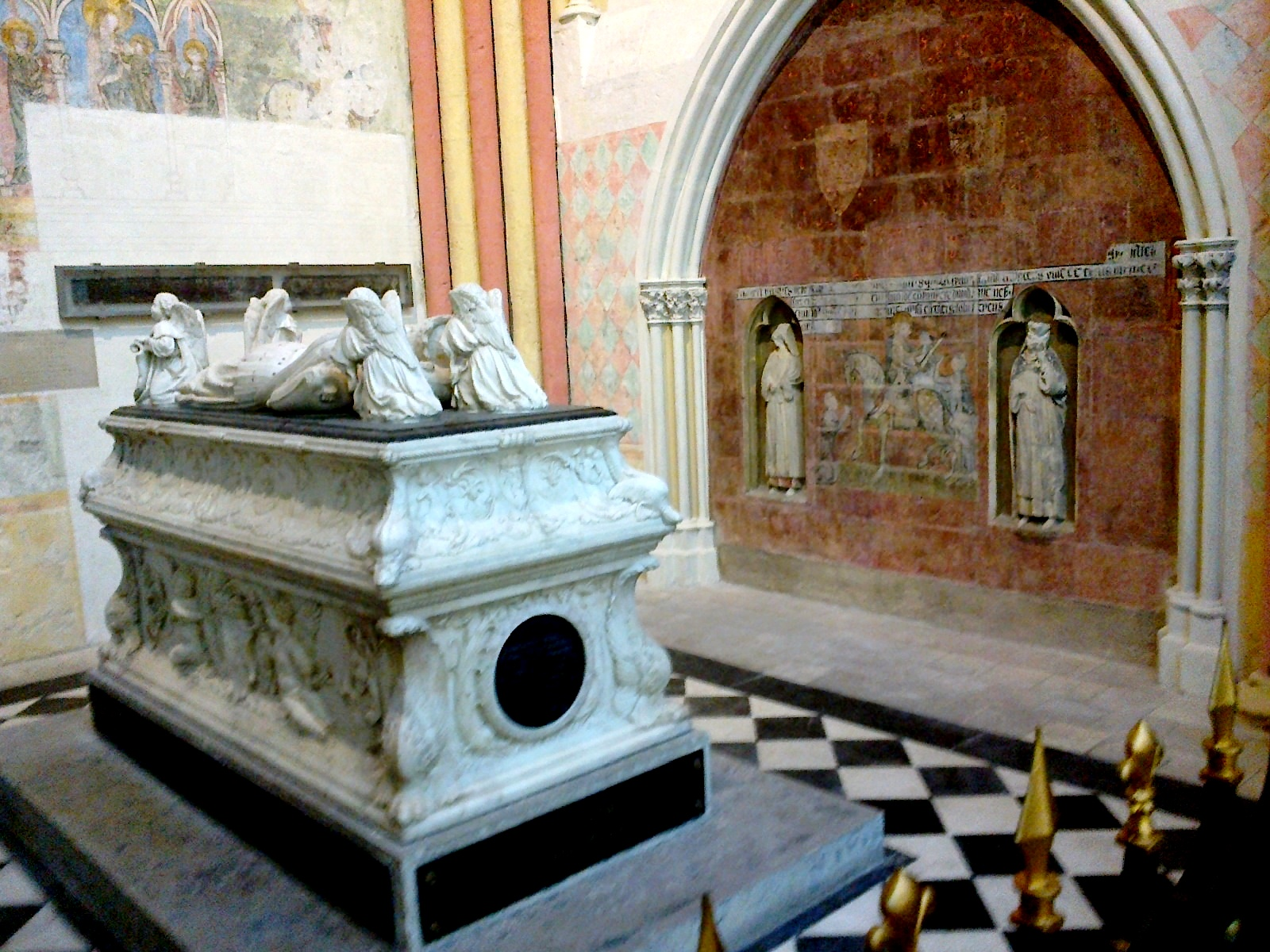
Grabkapelle der sechs Kinder in der Kathedrale von Tours

Der König reagierte gefasst, die Königin war hingegen tief traurig. Zu ihrer Zerstreuung veranstaltete der König Feste. Da der Herzog von Orléans über den Tod des Dauphins, durch den er wieder Thronfolger wurde, Freude gezeigt haben soll, verlangte Anne seine Verbannung vom Hof. Auch Annes am 8. September 1496 geborene Sohn Karl wurde nicht einmal einen Monat alt. Sie brachte zwei weitere Kinder zur Welt, die ebenfalls kurz nach der Geburt starben. Die Gräber aller sechs früh verstorbener Kinder Annes und Karls sind bis heute in einer Kapelle in der Kathedrale von Tours zu sehen.
Zur Ablenkung der unter ihrer letzten, erst zwei Wochen zurückliegenden Fehlgeburt leidenden Königin veranstaltete Karl VIII. am 7. April 1498 in Schloss Amboise ein Jeu de Paume, dem er mit seiner Gattin von einer Galerie aus zusehen wollte. Auf dem Weg dorthin stieß er mit seinem Kopf in einem unübersichtlichen Gang so unglücklich gegen einen Türbalken, dass er kurz darauf, erst 27 Jahre alt, wohl durch eine Hirnblutung starb. Ludwig von Orléans, als Cousin des Verstorbenen und nach der Erbfolgeregel sein Nachfolger, wurde nun als Ludwig XII. König von Frankreich. Gemäß der Tradition schloss sich Anne vierzig Tage in ihre Gemächer auf Schloss Amboise zur Trauer ein.

### Rückkehr in die Bretagne und Heirat mit Ludwig XII.

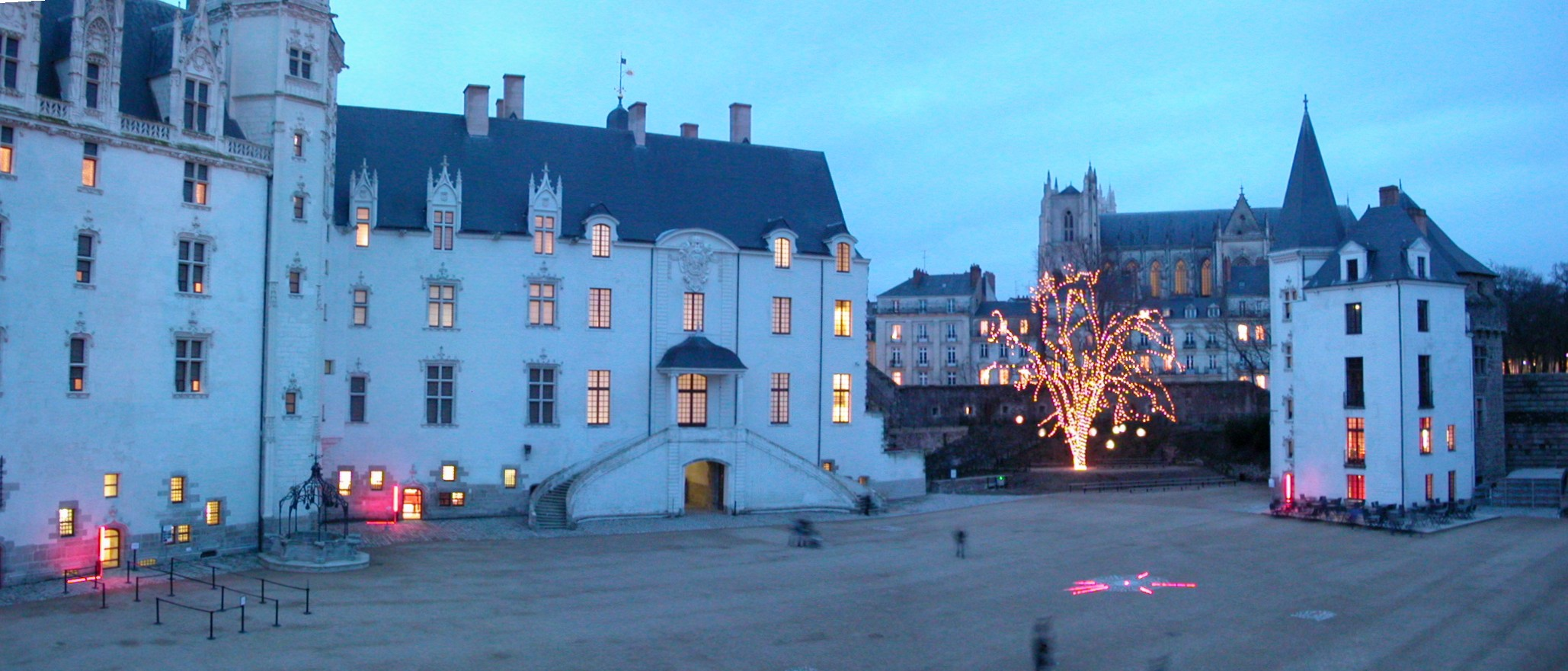
Schloss Nantes, Residenz der Herzöge der Bretagne

Einige Monate nach dem Tod Karls VIII. kehrte Anne, wie in ihrem Heiratsvertrag geregelt, in die wieder zu Wohlstand gelangte Bretagne zurück und übernahm deren eigenständige Verwaltung. Am 15. September 1498 zog sie unter dem Jubel des Volks in Rennes ein. Sie hatte die fünf Jahre zuvor aufgehobene Kanzlei des Herzogtums per Verordnung neu bestellt und setzte Philippe de Montauban wieder als ihren Kanzler ein. Ferner ernannte sie Jean de Chalon, Fürst von Orange, zum Generalleutnant des Herzogtums sowie ihren Knappen Gilles de Texue zum Verwalter des Schlosses von Brest, berief die bretonischen Stände ein und dekretierte die Prägung von Münzen mit ihrem Porträt. Sie stellte auch eine neue bretonische Armee zusammen, ließ Schloss Nantes umbauen und umgab sich dort mit gebildeten Persönlichkeiten.
Am 27. Mai 1498 wurde Ludwig XII. in Reims zum französischen König gekrönt. Er war seit dem 8. September 1476 mit Johanna von Frankreich verheiratet. Die Ehe war kinderlos; Ludwig hatte seine Gemahlin wegen deren Unansehnlichkeit und anderer körperlicher Defizite nicht heiraten wollen, aber sich dem Druck ihres Vaters, Ludwigs XI., beugen müssen. Daher begann er bereits kurz nach dem Tod Karls VIII. erste Gespräche mit Papst Alexander VI. hinsichtlich einer Annullierung seiner Ehe, um die Witwe Karls VIII. heiraten zu können. Zuvor hatte er mit Anne Mitte Juni 1498 in Étampes eine erste Unterredung über seine mögliche Vermählung mit ihr geführt, die in ihrem Ehevertrag mit Karl VIII. nach dessen Ableben vorgesehen war. Ludwig XII. erhoffte sich durch die Ehe mit Anne die Geburt eines Thronerben und die Bannung der Gefahr, dass die Bretagne wieder unabhängig wurde. Als bereits die anfänglichen Verhandlungen mit dem Papst für den König sehr positiv verliefen, vereinbarte er am 19. August 1498 mit Anne, dass sie ihn heiraten werde, wenn er die Annullierung seiner Ehe mit Johanna binnen Jahresfrist zustande brächte. Andernfalls sollte der Ehevertrag mit Karl VIII. ungültig und sie wieder souveräne Herzogin der Bretagne sein.
Am 10. August 1498 berief Papst Alexander VI. eine ihm ergebene Kommission aus einem Kardinal und zwei Bischöfen ein, die die Annullierung der Ehe zwischen Johanna und Ludwig XII. prüfte. Diese Kommission, bestehend aus Philipp von Luxemburg, dem Kardinal und Bischof von Le Mans, Louis II. d’Amboise, Bischof von Albi, und Fernando de Almeida o Coutinho, Bischof von Ceuta, reiste nach Frankreich und lud Johanna persönlich zur Prüfung des Anliegens ihres Mannes vor. Ludwig schwor vor der Kommission, die Ehe nie vollzogen zu haben und von ihrem Vater mit Gewalt zur Eheschließung gezwungen worden zu sein. Eine Prüfung ihrer Unberührtheit lehnte Johanna ab und fügte sich schließlich der Entscheidung der Kommission bzw. den Wünschen ihres Mannes. Die Kommission verkündete am 17. Dezember 1498 die Annullierung der Ehe wegen der angeblichen Sterilität Johannas. Johanna erhielt als Abfindung das Herzogtum Berry mit dem dazugehörigen Herzogstitel.
Als Gegenleistung für die Ehescheidung verlangte der Borgia-Papst Alexander VI. die Verheiratung seines Sohnes, des ehemaligen Kardinals Cesare Borgia, mit einer französischen Prinzessin. Cesare erhielt daraufhin von Ludwig XII. die Grafschaft Valentinois und überbrachte die päpstliche Bulle mit der Ehedispens bezüglich der zu nahen Verwandtschaft des Königs mit Anne nach Chinon. Diese Bulle ermöglichte offiziell Ludwigs Heirat mit Anne. In Frankreich heiratete Cesare dann Charlotte d’Albret, die Schwester des Königs Johann III. von Navarra. Er wurde auch formell vom französischen König adoptiert.
Am 7. Januar 1499 traf Ludwig XII. in Nantes ein und setzte mit Anne einen umfangreichen Ehevertrag auf. Im Gegensatz zum Vertrag von Langeais sah er vor, dass Anne alleinige Herrin der Bretagne einschließlich deren Einkünften bliebe. Der erstgeborene Sohn Annes und Ludwigs würde Dauphin von Frankreich, während dem zweiten Kind die Bretagne zufiele. Dabei sei auch die weibliche Erbfolge im Herzogtum gestattet. Sollte Anne vor ihrem Gatten sterben und die Ehe kinderlos bleiben, würde Ludwig als Regent bis zu seinem Tod über die Bretagne regieren. Nach seinem Tod würde die Bretagne an die Nachkommen von Anne fallen und als selbständiges Herzogtum weiter bestehen. Die Einwilligung der bretonischen Stände erreichte Ludwig XII. durch das Versprechen, dass ihre bisherigen Rechte gültig blieben. Am 8. Januar 1499 – nur drei Wochen nach Ludwigs Scheidung – wurde das Paar in der Schlosskapelle von Nantes getraut. Die Hochzeit war schlicht gehalten, um der einjährigen Trauerzeit Annes als Witwe Rechnung zu tragen. Auch die Vergnügungen während der Flitterwochen, u. a. die Jagd, fanden ohne viel Pomp statt. Einen Monat nach der Hochzeit reiste das Paar nach Angers, verbrachte dort einige Wochen und begab sich dann nach Blois.

### Geburt des ersten Kinds mit Ludwig XII. und Patronin der Hofdamen
Im April 1499 reisten Anne und Ludwig XII. nach Amboise, ließen sich aber wegen einer dort grassierenden Epidemie im nahegelegenen Romorantin nieder. Nach der Eheschließung pflegte der König offenbar nicht mehr wie früher zahlreiche andere Liebschaften, sondern widmete seiner Gattin zuvorkommend seine ganze Aufmerksamkeit. In Romorantin residierte damals auch Luise von Savoyen, deren fünfjähriger Sohn François präsumtiver Thronerbe war, solange Anne keinen Sohn gebar. Wegen der Thronfolgefrage entwickelte sich eine geheime Rivalität zwischen den beiden Frauen. Nach siebenmonatiger Ehe trennte sich Ludwig XII. von seiner schwangeren Gattin, um sich auf einen Feldzug zur Eroberung des Herzogtums Mailand zu begeben.

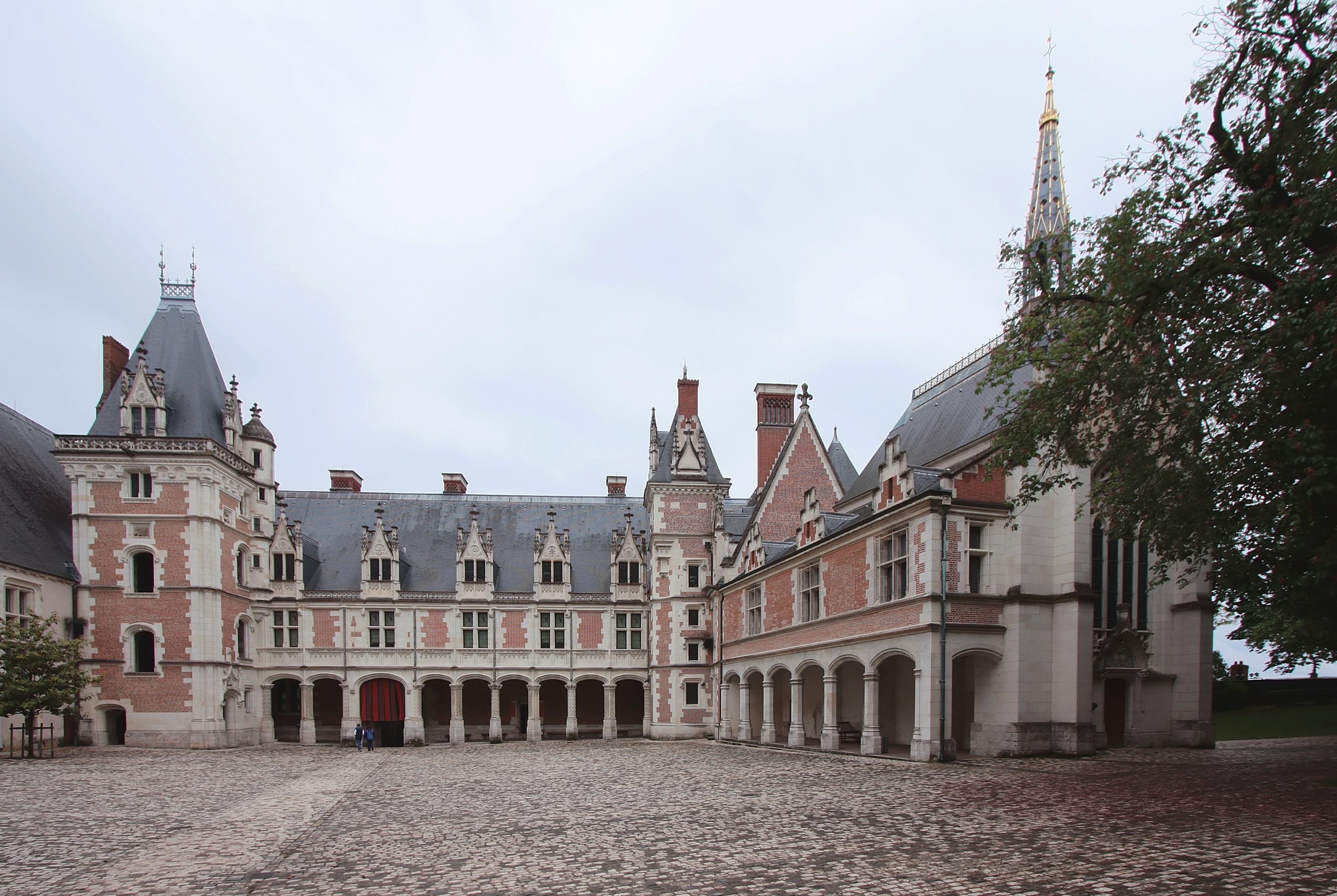
Schloss Blois: der von Annes Ehemann Ludwig XII. erbaute Trakt

Am 13. Oktober 1499 brachte Anne in Romorantin ein gesundes Mädchen zur Welt, das auf den Namen Claude getauft wurde. Nach seiner Rückkehr aus Italien verließ Ludwig XII. mit Anne und seiner kleinen Tochter Romorantin und siedelte in den Stammsitz der Orléans, Schloss Blois, über. Dieses war die Hauptresidenz des Königs, und auch Anne hielt sich hier oft auf. Als erste französische Königin unterhielt sie einen eigenen Hofstaat, für den sie ein großes Budget erhielt, das sie selbst verwalten durfte. Bereits während ihrer Ehe mit Karl VIII. hatte sie an die 100 adlige teils aus der Bretagne stammende Hofdamen und Demoiselles um sich geschart, für deren Unterhalt der König mehr als 1000 Livres pro Jahr ausgab. Vor allem aber in Blois bildete Anne den Mittelpunkt unter zahlreicher Ehrendamen, ließ den jüngeren der unter ihrem Schutz stehenden Mädchen eine vortreffliche, von ihr überwachte höfische Erziehung zuteilwerden und arrangierte für sie vorteilhafte Heiraten. Mitunter bezahlte sie aus ihrer eigenen Kasse die Mitgift der Mädchen. Ihr Hofstaat war europaweit berühmt; einige heiratswillige Fürsten ließen bei ihr um die Vermittlung einer wohlerzogenen und gebildeten Dame anfragen. So bat der Jagiellone Wladislaw II., König von Ungarn und Böhmen, die französische Königin um die Auswahl einer Gemahlin für ihn. Anne schickte ihm 1502 ihre Cousine Anne de Foix-Candale als Braut.
Die Erziehung ihrer Tochter Claude vertraute die Königin ihrer gebildeten Hofdame Anne de Graville an, einer Dichterin und Übersetzerin, und förderte deren literarische Ambitionen. Manche ihrer Hofdamen erhob sie in bis dahin ungekannt hohe Ämter, die bisher nur männliche Höflinge ausüben durften, z. B. Sekretär oder Übersetzer. Zu den Tätigkeiten ihrer Hofdamen gehörte das Anfertigen von Stickereien und liturgischen Gewändern für die Domherren von Saint Denis. Auch wenn Anne auf Reisen ging, wurde sie von ihren Hofdamen begleitet.
Anne lehnte eine von ihrer Rivalin Luise von Savoyen gewünschte Heirat ihrer Tochter Claude mit Luises Sohn François ab. Sie fürchtete, dass François als Claudes Ehemann in seiner Rolle als französischer König die Souveränität der Bretagne nicht mehr tolerieren würde. So trat Anne stattdessen für eine Eheverbindung ihrer Tochter mit dem habsburgisch-spanischen Thronfolger, dem späteren Kaiser Karl V., ein. Dessen Vater, Philipp der Schöne von Kastilien, war profranzösisch gesinnt und daher für eine Verheiratung Karls mit Claude empfänglich. In Lyon wurde am 10. August 1501 ein erster Ehevertrag aufgesetzt, der auf Seiten Philipps des Schönen u. a. von dessen Stellvertreter Frans van Busleyden, dem Erzbischof von Besançon, unterschrieben wurde. Eine Klausel des Vertrags besagte, dass die Bretagne nach Annes Tod an Claude und deren Gemahl übergehen würde. Im Dezember 1501 kamen Philipp und seine Gattin, Johanna, das damalige Herzogspaar von Burgund, mit stattlichem Gefolge an den französischen Hof in Blois. Sie wurden von Ludwig XII. und Anne ehrerbietig begrüßt. Als die Erzherzogin Johanna aber beim ersten Empfang durch Anne de Beaujeu vor die französische Königin geführt wurde, soll sich diese sehr reserviert verhalten haben. In der Folge machte das erzherzogliche Paar auch die Bekanntschaft der kleinen Claude.

### Weitere Kinder Annes und Rivalität mit Luise von Savoyen
Am 21. Januar 1503 gebar Anne einen Sohn, den sie François nannte; er starb kurz nach der Geburt. Luise von Savoyen vermerkte in ihrem Tagebuch mit Genugtuung den Tod des kleinen Prinzen. Als Ludwig XII. 1504 in Lyon schwer erkrankte, ließ Anne ihre Wertsachen auf Loire-Schiffen verstauen, die im Fall des Todes des Königs diese nach Nantes bringen sollten. Im Fall des Ablebens Ludwigs musste Anne die Thronfolge des minderjährigen François unter Regentschaft seiner ihr feindselig gesinnten Mutter Luise von Savoyen befürchten. Pierre I. de Rohan, Marschall de Gié, ein Fürsprecher der Verheiratung von Annes Tochter Claude mit François, durchkreuzte Annes Pläne, sich in die Bretagne in Sicherheit zu bringen, indem er nach Angers den Befehl übermittelte, Annes Schiffe festzusetzen, wenn sie dort durchzufahren versuchten. Der König erholte sich wieder, doch der Marschall zog sich durch sein Vorgehen gegen Anne deren Hass zu. Die Königin verbündete sich mit Feinden des Marschalls, der angeklagt und vom Hof verbannt wurde.
Am 22. September 1504 fand durch den Vertrag von Blois eine Revision des Kontrakts für die geplante Ehe von Claude und Karl statt. Ludwig XII. kam darin – wohl auf Drängen Annes – Philipp dem Schönen weit entgegen. Dem künftigen Ehepaar wurde nicht nur die Anwartschaft auf die Bretagne, sondern auch auf die Herzogtümer Mailand und Burgund sowie weitere Gebiete in Aussicht gestellt. Um Anne zu erfreuen, ließ der König sie am 18. November 1504 in der Kathedrale von Saint Denis krönen. Beim anschließenden Einzug in Paris, bei dem Mysterienspiele, Schaustücke und Turniere aufgeführt wurden, fiel der Jubel der Bevölkerung für Anne geringer aus als beim ersten Mal an der Seite Karls VIII.|
Kurz nach der Krönungszeremonie erkrankte Ludwig XII. erneut. Wegen einer drohenden Epidemie in Paris reiste das Königspaar nach Blois zurück. Da Ludwigs Krankheit nicht abklang, ließ Anne Bittgottesdienste abhalten. Nach seiner Genesung verfasste der König ein Testament, in dem er unter Aufgabe des Projekts der Verheiratung Claudes mit Karl stattdessen die Vermählung seiner Tochter mit Luises Sohn François bestimmte. Anne wurde nur für den Fall seines Ablebens die gemeinsame Ausübung der Regentschaft mit Luise und dem Kanzler bis zur Großjährigkeit des Thronerben zugestanden. Anne musste widerstrebend den letzten Willen ihres Gatten beschwören.
Daraufhin begab sie sich mit großem Gefolge auf eine Wallfahrt in die Bretagne, die sie teilweise barfuß zurücklegte. Von einem kurz zuvor aufgetretenen Augenleiden soll sie durch eine bretonische Reliquie geheilt worden sein. Die Bitten des Königs zur Heimkehr befolgte sie zunächst nicht; erst nach eindringlichen Briefen Ludwigs kehrte sie Ende September 1505 nach Tours zurück. Um die Eheschließung zwischen Claude und François endgültig offiziell festzusetzen, berief Ludwig XII. im Mai 1506 eine Ständeversammlung nach Tours ein. Diese autorisierte ihn zum Beschluss dieser Heirat sowie zur dafür notwendigen Ungültigerklärung des Ehevertrags von Blois. Annes Widerstand dagegen war erfolglos. Sie musste eine Einverständniserklärung zur Verlobung ihrer Tochter mit François unterschreiben. Die Verlobungszeremonie der sechs und elf Jahre alten Kinder fand am 22. Mai 1506 im Schloss von Plessis-lès-Tours statt. Philipp der Schöne protestierte gegen den Vertragsbruch Ludwigs XII., konnte aber wegen seines baldigen Ablebens keine Gegenmaßnahmen mehr ergreifen.|

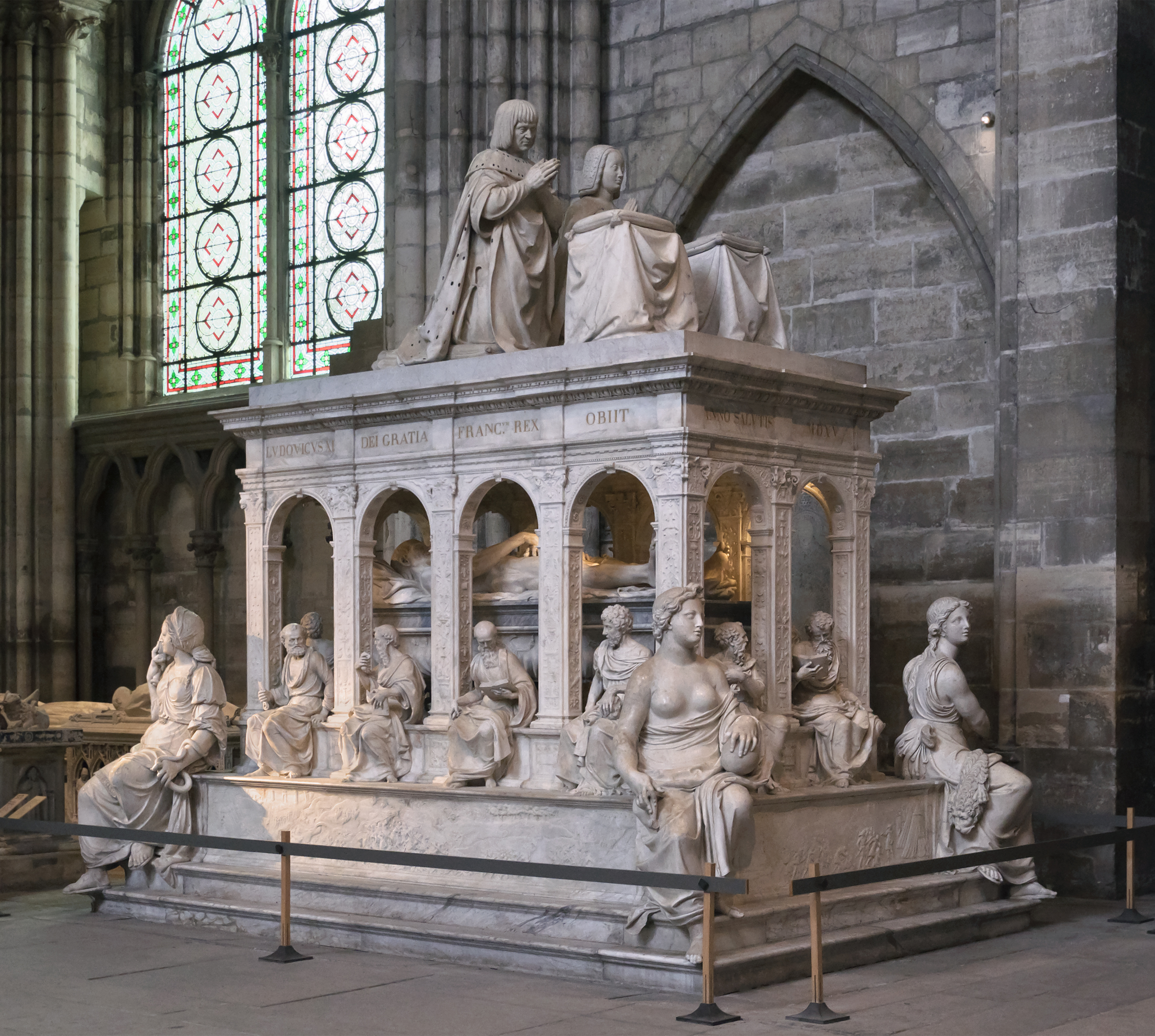
Grab von Ludwig XII. und Anne de Bretagne in der Kathedrale von Saint-Denis

Nachdem Ludwig XII. nach Abschluss der gegen Venedig gerichteten Liga von Cambrai im Mai 1509 einen Sieg über die Seemacht an der Adria errungen hatte, kehrte er schwerkrank nach Frankreich zurück. Anne unternahm mehrere Wallfahrten zu Schreinen und Reliquien, auf denen sie für die Genesung des Königs und die Geburt weiterer Kinder betete. Tatsächlich erholte sich Ludwig, und die Königin brachte am 25. Oktober 1510 in Blois ein gesundes Mädchen zur Welt, das auf den Namen Renée getauft wurde. Renée de France heiratete später den Herzog von Ferrara, Ercole II. d’Este, einen Sohn der Lucrezia Borgia. Die Geburt von Renée hatte Anne sehr geschwächt, so dass der König ohne sie zu Verhandlungen nach Lyon reiste.
Erst im Mai 1511 trafen die Eheleute wieder in Grenoble zusammen. Inzwischen war die Liga von Cambrai zerfallen; Papst Julius II. verhängte über Frankreich das Interdikt und brachte im Oktober 1511 die Heilige Liga gegen Frankreich zusammen. Anne bekümmerte dieser Konflikt mit der katholischen Kirche; vergebens versuchte sie ihren Gemahl zum Nachgeben gegenüber dem Papst zu bewegen. Im Januar 1512 gebar sie einen weiteren Sohn, der nicht lebensfähig war.
Im Sommer 1512 griff die englische Flotte auf Befehl König Heinrichs VIII. bretonische Häfen an, woraufhin Anne die bretonische Flotte zur Unterstützung der französischen Seestreitkräfte anwies. Ein von Hervé de Portzmoguer kommandiertes bretonisches Geschwader schloss sich einer bei Brest stationierten französischen Flotte an, und es kam zur Seeschlacht von Saint Mathieu (10. August 1512). Nach dem Tod Julius’ II. im Februar 1513 söhnte sich dessen Nachfolger auf dem Heiligen Stuhl, Leo X., im Dezember 1513 mit Ludwig XII. aus.

### Letzte Tage und Tod

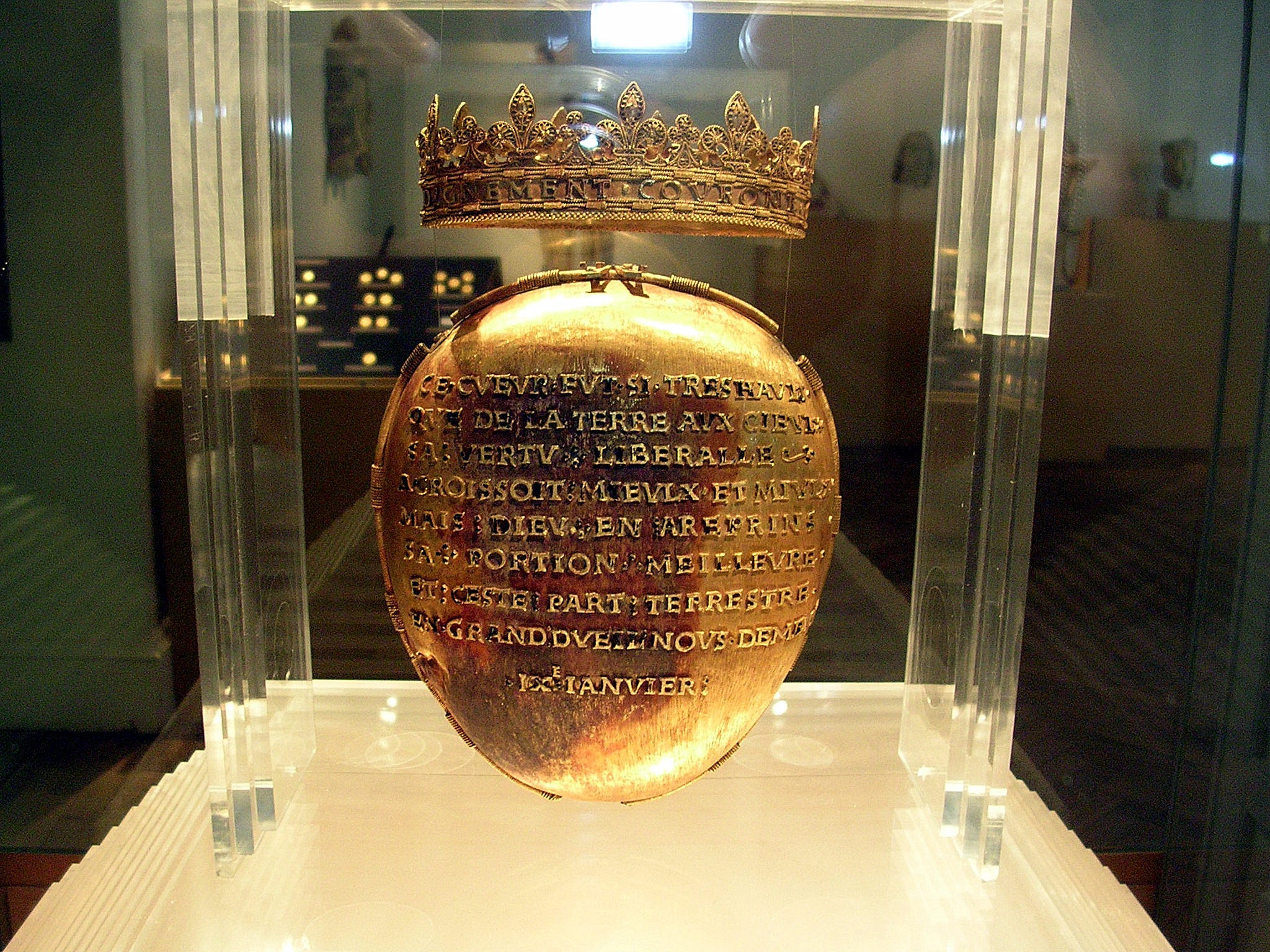
Reliquie aus Gold: Annes Herz im „Musée Dobrée“ in Nantes

Im Winter 1513/14 erkrankte Anne ernsthaft. Laut Sylvia Jurewitz-Freischmidt soll sie an Harngrieß gelitten haben. Nach einer dritten Kolik am 2. Januar 1514 litt sie an heftigen Schmerzen und dachte seitdem nur noch an die Regelung ihrer Nachfolge. In ihrem nun endgültig unter Beiziehung von Juristen redigierten Testament verfügte sie, dass ihr Herz im Grab ihrer Eltern, das sie durch Michel Colombe hatte erbauen lassen, in der Karmeliterkirche von Nantes beigesetzt werden sollte. Am 9. Januar 1514 um 6 Uhr morgens starb Anne de Bretagne im Alter von kaum 37 Jahren in Schloss Blois.
Die Aufbahrung von Annes Leichnam fand in der Nacht vom 13. zum 14. Januar 1514 statt. In den folgenden beiden Tagen defilierten der trauernde König, seine Angehörigen sowie die Mitglieder des Hofes unter Aufsagung von Gebeten an ihrem Sarg vorbei. Erst am 4. Februar 1514 brach der Trauerzug nach Paris auf und traf dort acht Tage später ein. Annes Leib wurde in der Grablege der französischen Könige, der Kathedrale von Saint-Denis, beigesetzt, und 200 Messen wurden für ihr Seelenheil gefeiert. Die Bestattung ihres in einem goldenen Reliquienschrein aufbewahrten Herzes erfolgte gemäß ihrem letzten Willen in der Karmeliterkirche von Nantes; es wurde aber 1792 in die Kathedrale von Nantes überführt. Bei der Plünderung der Königsgräber von Saint-Denis während der Französischen Revolution wurde ihr Grab am 18. Oktober 1793 geöffnet und geplündert, ihre Überreste wurden in einem Massengrab außerhalb der Kirche beerdigt.
Ludwig XII. starb knapp ein Jahr nach seiner Frau, in der Nacht vom 31. Dezember 1514 auf den 1. Januar 1515, kaum drei Monate nach seiner Vermählung mit der 34 Jahre jüngeren Maria Tudor. Im Mai 1514 hatte die Hochzeit von Annes Tochter Claude mit dem Sohn der Luise von Savoyen, François, stattgefunden. Dieser bestieg 1515 als Franz I. den französischen Thron. Claude wurde 1519 Mutter des künftigen französischen Königs, Heinrich II.

## Mäzenin von Literaten und Künstlern

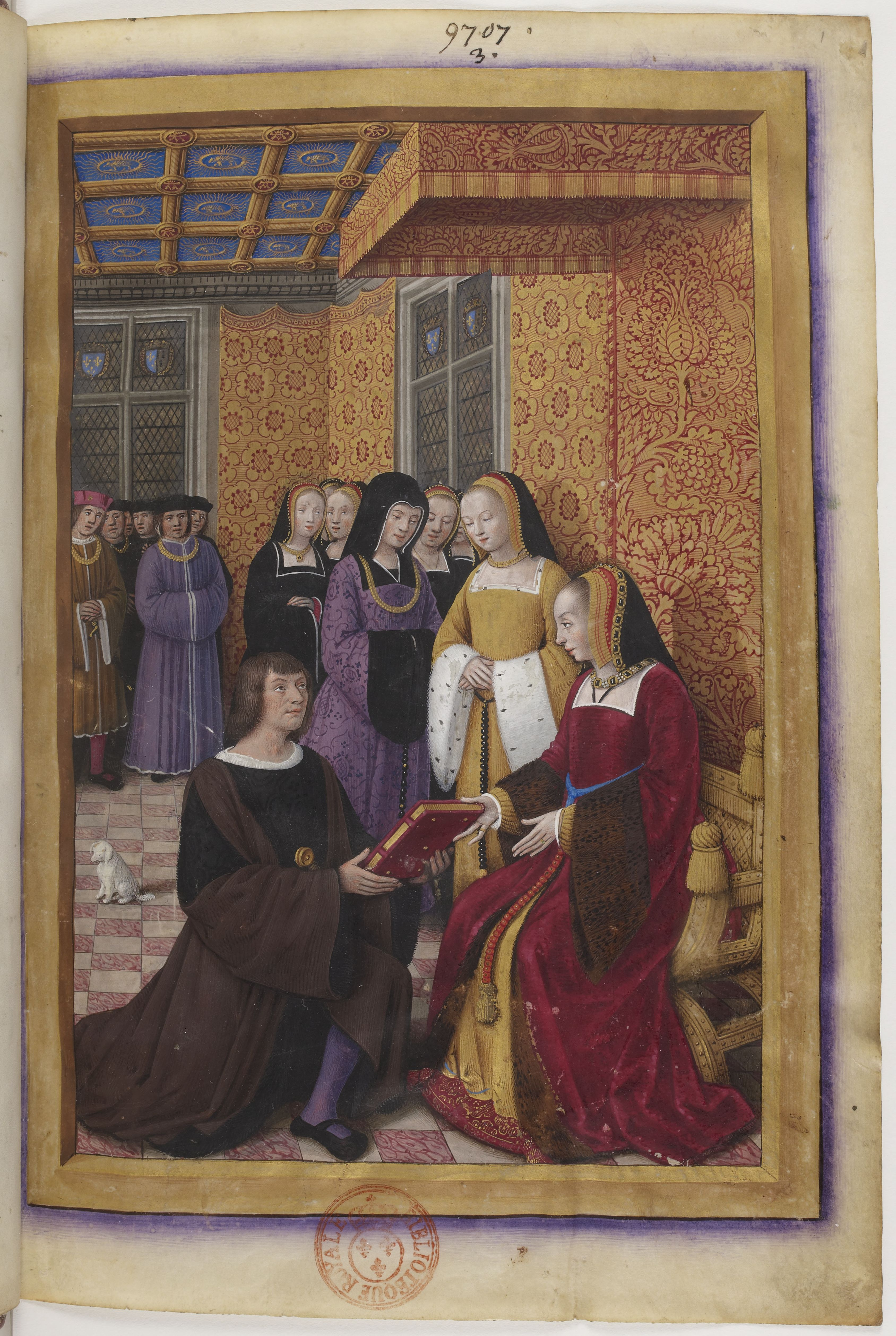
Jean Marot überreicht das Manuskript der Voyage au Gènes an Anne de Bretagne, Miniatur von Jean Bourdichon, um 1508

Durch die Erforschung der Handschriftsammlungen in großen französischen Bibliotheken wurde seit der Mitte des 19. Jahrhunderts die bedeutende Rolle von Anne de Bretagne als Patronin der Wissenschaften und Künste herausgearbeitet. Vor allem geben ihre wertvolle Manuskriptsammlung und die ihr gewidmeten Werke zeitgenössischer Schriftsteller und Dichter Einblick in ihr literarisches Mäzenatentum. Einige Miniaturen der im Auftrag der Königin verfassten illuminierten Handschriften zeigen spezifische Aspekte ihrer Rolle als Mäzenin, u. a. etwas voneinander differierende Darstellungen der feierlichen Überreichung eines Buches an die Königin. In nebenstehender Abbildung einer spätmittelalterlichen Miniatur nimmt Anne ein Manuskript des um 1508 entstandenen Werks Die Genua-Reise von dessen unter ihrer Protektion stehendem Autor Jean Marot entgegen. Der Verfasser beschreibt in seinem Buch den 1507 von König Ludwig XII. durchgeführten Italienkrieg. Marot war bei diesem Feldzug selbst dabei und widmete sein Werk seiner königlichen Schirmherrin. Die in eine purpurrote Samtrobe gekleidete Königin wird auf einem Thron sitzend und von ihren Hofdamen umgeben dargestellt, wie sie das Buch von dem ein Samtgewand mit weiten Ärmeln tragenden, vor ihr knienden Hofpoeten überreicht erhält. Die Gesichtszüge der in der feierlichen höfischen Szene abgebildeten Personen sind noch nicht individuell realgetreu wiedergegeben. Der Raum, in dem die Szene spielt, ist mit Damast-Tapisserien ausgestattet, die Täfelung der Zimmerdecke mit Tierornamenten und Annes Monogramm geschmückt.
Anne förderte auch eine Reihe von Künstlern, darunter die Maler Jean Perréal und Jean Bourdichon (der obige Miniatur schuf) sowie den Bildhauer Michel Colombe. Sie beschäftigte ferner Juweliere, Ingenieure und Architekten. Die Hauptresidenzen der Königin, die Loire-Schlösser Amboise und Blois, wurden einschließlich ihrer Gärten von Architekten und Künstlern gestaltet, die sich zunächst an flandrische Modelle anlehnten. Als Annes Ehemänner Karl VIII. und Ludwig XII. ab 1494 Feldzüge auf die Apennin-Halbinsel unternahmen, flossen Elemente der italienischen Renaissancekunst und -architektur in verstärktem Maß in die Gestaltung der französischen Schlösser ein.
Die Königin setzte sich für die Verbreitung des Buchdrucks ein. Sie wies in ihrem Auftrag arbeitende Maler und Bildhauer an, ihre Namenspatronin, die heilige Anna, mit einem Buch in der Hand abzubilden, um so das Bewusstsein des Volks für dieses neue Medium zu wecken. Der in den Diensten der Königin stehende Pariser Verleger Antoine Vérard widmete seiner adligen Patronin mehrere Erstdrucke. Es existieren zwei Miniaturen, die ihn bei der Überreichung der Erstdrucke von Christine de Pizans Der Schatz der Stadt der Frauen und Robert de Saint-Martins Der Schatz der Seele an Anne zeigen. In der Bretagne verbreitete sich der Buchdruck rasch; in dem Herzogtum gab es schon 1499 fünf Druckereien. In Frankreich wurde erstmals 1513 in Blois ein Gesetz zur Ankurbelung des Buchdrucks etwa durch die Bewilligung von Steuererleichterungen verabschiedet.
Jean Marot verfasste gemäß Annes großem Interesse an der standesgemäßen Erziehung von Prinzessinnen nach 1510 die aus 24 Poemen bestehende Gedichtsammlung Le doctrinal des princesses et nobles dames („Erziehungsschrift für Prinzessinnen und edle Damen“). Die Gedichte legen an den christlichen Tugenden orientierte Verhaltensregeln für künftige Fürstinnen wie Wohltätigkeit, Friedfertigkeit und Ehrsamkeit dar. Das in der Mitte des Werks befindliche Gedicht thematisiert die Rolle der Prinzessin als Mäzenin; sie solle Literaten um sich scharen, deren Gegenwart den Ruf ihres Hofs veredle, und ebenso Gelehrte als Ratgeber engagieren. Der Bischof und Beichtvater Ludwigs XII., Antoine Dufour, schrieb auf Annes Wunsch Les vies des femmes célèbres („Das Leben berühmter Frauen“, um 1504). In diesem Werk stellte er 91 prominente Frauengestalten von Eva bis Jeanne d’Arc dar. Die wertvolle Pergamenthandschrift enthält 81 Miniaturen und befindet sich heute im Musée Dobrée in Nantes. Als Quelle verwendete Dufour u. a. Giovanni Boccaccio.
Anne förderte auch die Herausbildung eines neuen Bewusstseins von der Wichtigkeit der bretonischen Geschichte und Sprache durch die Anregung zahlreicher Kunst- und Geschichtswerke. Der Geistliche und Historiker Pierre Le Baud verfasste im Auftrag Annes die 1505 fertiggestellte Cronique des roys et princes de Bretaigne armoricane („Chronik der Könige und Prinzen der armorikanischen Bretagne“), wofür er mit Erlaubnis seiner Schirmherrin bretonische Archive einsehen durfte. 1499 regte Anne die Erstellung und den Druck des Wörterbuchs Catholicon an, in dem die damaligen bretonischen, lateinischen und französischen Wörter aufgeführt sind. Ebenso wie ihr Vater förderte sie die Universität Nantes. Ferner initiierte sie den erstmaligen Druck bretonischer Legenden und Lieder sowie die Übersetzung der Werke antiker Autoren und ihrer Ära angehöriger Humanisten.

## Nachkommen
Kinder aus der Ehe mit Karl VIII. (1470–1498) von Frankreich:
- Charles Orland (* 10. Oktober 1492; † 16.[30] Dezember 1495),
- François (*/† August 1493),
- eine Tochter (*/† März 1495),
- Charles (* 8. September 1496; † 2. Oktober 1496),
- François (*/† Juli 1497),
- Anne (*/† 20. März 1498).

Kinder aus der Ehe mit Ludwig XII. (1462–1515) von Frankreich:
- Claude de France (* 13. Oktober 1499; † 20. Juli 1524) ⚭ 1514 Franz von Angoulême, ab 1515 König Franz I. von Frankreich
- ein Sohn (*/† 1503)
- ein Sohn (*/† 1508)
- Renée de France (* 25. Oktober 1510; † 12. Juni 1574) ⚭ 1528 Ercole II. d’Este, Sohn der Lucrezia Borgia
- ein Sohn (*/† 1512).